# Aedes dzeta
Aedes dzeta är en tvåvingeart som beskrevs av Seguy 1924. Aedes dzeta ingår i släktet Aedes och familjen stickmyggor. Inga underarter finns listade i Catalogue of Life.